# Cryphia eucharista
Cryphia eucharista är en fjärilsart som beskrevs av Charles Boursin 1960. Cryphia eucharista ingår i släktet Cryphia och familjen nattflyn. Inga underarter finns listade i Catalogue of Life.